# Bataille au Stoss

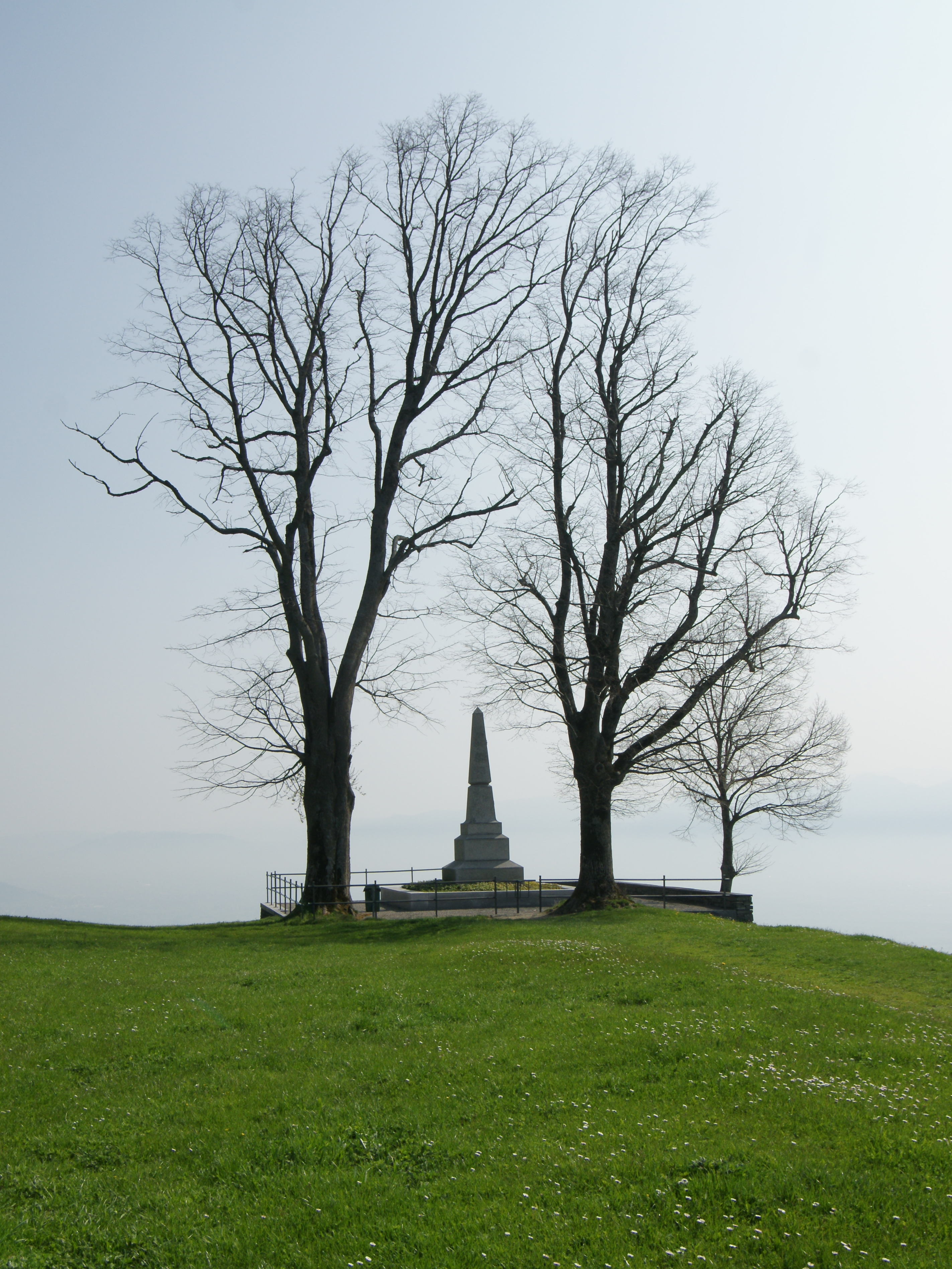
Mémorial de la bataille au Stoss

La bataille au Stoss eut lieu le 17 juin 1405 à ce col de Suisse entre les montagnards d'Appenzell commandés par Rudolf von Werdenberg (de) et un corps d'armée autrichien sous les ordres de Frédéric IV de Habsbourg.

## Cadre
Les disputes avaient commencé quelque quarante années auparavant dans ce qui est de nos jours le nord-est de la Suisse entre les bourgeois d'Appenzell soutenu par leurs homologues de Schwytz contre les nobles détenteurs du pouvoir comme le duc d'Autriche et le prince-abbé de Saint-Gall. L'ensemble de ce conflit, similaire aux autres guerres de paysans du Bas Moyen Âge, est appelé les guerres d'Appenzell (en) ou, plus romantiquement, les guerres d'indépendance d'Appenzell.
Les milices commencent par obtenir une victoire sur l’armée hâtivement rassemblée du couvent et de la ville de Saint-Gall à Vögelinsegg en mai 1403.

## Bataille
Les Autrichiens, partis d'Altstätten, gravirent avec peine les pentes rendues glissantes par la pluie. Ils furent accueillis par la tactique favorite des Suisses du Moyen Âge, des troncs d'arbres et des pierres dévalant suivis par des guerriers vociférant.

## Suite
Bientôt, enivrés par leurs succès, les rebelles créèrent une ligue dite « au-dessus du lac ». Environ 67 forteresses furent prises ou rasées ; la Thurgovie entière fut conquise. 
Frédéric IV, à bout de souffle, fut contraint de signer le 6 juillet 1406, un armistice. Mais bientôt, à l’initiative de la ville de Constance, toute la noblesse, de la Souabe à la Haute-Bavière, regroupa ses forces en un sursaut de l’esprit de classe dans la Ligue des chevaliers de Saint-Georges. En 1408 les Appenzellois et les Schwytzois furent défaits et Appenzell obligé de se joindre à la confédération naissante.